# Антияпонское сопротивление в Корее (1905—1910)
Антияпонское сопротивление в Корее в 1905—1910 годах — борьба вооруженных групп корейцев за сохранение независимости Кореи от Японии. Окончилась присоединением Кореи к Японии.
18 ноября 1905 года в Сеуле Япония вынудила императора Кореи подписать договор, в соответствии с которым Япония получила контроль над внешней политикой Кореи. 19 июля 1907 года под давлением японских властей император Коджон отрекся от престола, передав власть своему сыну Сунджону. Это вызвало негативную реакцию многих корейцев. 25 июля 1907 года был подписан договор Кореи с Японией, который дал Японии право контролировать правительство Кореи путём назначения во все важные министерства своих заместителей министров, что привело к массовым антияпонским вооружённым выступлениям.
В партизанском движении северных провинций в качестве руководителей выдвинулись Хон Бом До и Чха До Сон. В августе 1907 года после роспуска корейской армии ряды партизан пополнили демобилизованные солдаты.
26 октября 1909 года в Харбине корейским патриотом Ан Чунгыном был убит председатель Тайного совета Японии Ито Хиробуми. В связи с этим японские власти ввели военное положение в стране. В течение 1909—1910 годов руководителями восставших было предпринято несколько безуспешных попыток объединить усилия партизанских отрядов Ыйбён для похода на столицу и создать единое командование. К лету 1910 года японские войска разгромили и оттеснили за пределы страны основные силы партизан. 22 августа 1910 года в Сеуле был подписан японо-корейский договор, согласно которому вся власть в стране перешла к японскому губернатору и произошла аннексия Кореи Японией.
В результате широкомасштабных карательных акций японской регулярной армии численность Ыйбён быстро сокращалась. Японские войска, хорошо оснащённые и дисциплинированные, жестоко расправлялись с плохо организованными и слабо вооружёнными отрядами корейских партизан.
Японские карательные операции проводились не только против бойцов Армии справедливости, но и против гражданского населения, крестьян, поддерживавших партизан. Японцы совершали массовые казни тех, кто сочувствовал отрядам Ыйбён. В 1907—1910 гг. было убито и ранено более 50 тыс. корейцев. К началу 1911 г. ядро Армии справедливости было разгромлено, её остатки ушли на территорию Китая и России, где уже действовали их боевые товарищи.